# Championnat du monde des voitures de sport 1981
1980 1982
Le Championnat du monde des voitures de sport 1981 est la 29e saison du Championnat du monde des voitures de sport (WSC) FIA ou Championnat du monde des pilotes et des marques, également connu sous le nom de Championnat du monde d'endurance. Il est ouvert aux voitures Groupe 6, Groupe 5 et IMSA GTX, bien qu'aucune de ces voitures n'ait été incluse dans le championnat constructeur WSC. Il s'est couru du 31 janvier 1981 au 27 septembre 1981, comprenant quinze courses, incluant les courses IMSA.
C'est la première fois qu'un classement des pilotes est établi à côté du classement des constructeurs.

## Calendrier
| Manche | Course                                                                     | Circuit                         | Participants | Date                      |
| ------ | -------------------------------------------------------------------------- | ------------------------------- | ------------ | ------------------------- |
| 1      | 24 Heures de Daytona - Pepsi Challenge                                     | Daytona International Speedway  | 69           | 31 janvier au 1er février |
| 2      | 12 Heures de Sebring - Coca-Cola                                           | Sebring International Raceway   | 78           | 21 mars                   |
| 3      | 6 Heures de Mugello                                                        | Circuit du Mugello              | 21           | 12 avril                  |
| 4      | 1 000 km de Monza                                                          | Autodromo Nazionale di Monza    | 32           | 26 avril                  |
| 5      | 6 Heures de Riverside - (Los Angeles Times Toyota Grand Prix of Endurance) | Riverside International Raceway | 58           | 26 avril                  |
| 6      | 6 Heures de Silverstone                                                    | Circuit de Silverstone          | 32           | 10 mai                    |
| 7      | 1 000 km du Nürburgring                                                    | Nürburgring                     | 67           | 24 mai                    |
| 8      | 24 Heures du Mans                                                          | Le Mans                         | 55           | 13 au 14 juin             |
| 9      | 6 Heures de la Coppa Florio                                                | Circuit d'Enna-Pergusa          | 9            | 28 juin                   |
| 10     | 6 Heures de Daytona - Champion Spark Plug Challenge                        | Daytona International Speedway  | 61           | 2 juillet                 |
| 11     | 6 Heures de Watkins Glen                                                   | Watkins Glen International      | 30           | 12 juillet                |
| 12     | 24 Heures de Spa-Francorchamps                                             | Circuit de Spa-Francorchamps    | 55           | 26 au 27 juillet          |
| 13     | 1 000 km de Molson - (6 heures)                                            | Circuit Mosport Park            | 33           | 16 août                   |
| 14     | 500 Miles Pabst                                                            | Road America                    | 50           | 23 août                   |
| 15     | 1 000 km de Brands Hatch - Flying Tigers                                   | Circuit de Brands Hatch         | 32           | 27 septembre              |

## Résultats de la saison

### Attribution des points
Les points sont distribués aux dix premiers de chaque course dans l'ordre de 20-15-12-10-8-6-4-3-2-1 points, toutefois :
- Les pilotes qui ne conduisent pas la voiture dans un certain pourcentage de tours dans une course n'ont pas droit aux points.
- Les constructeurs ne reçoivent les points que de leur voiture la mieux classée, les autres voitures du même constructeur ne marquant aucun point, cependant les points sont attribués aux pilotes de ces voitures.
- Le pilote et les équipes ne marquent pas de points s'ils n'accomplissent pas 90 % de la distance du vainqueur.

### Courses
| Manche | Circuit           | Équipe vainqueur C                           | Résultats |
| Manche | Circuit           | Pilote vainqueur C                           | Résultats |
| ------ | ----------------- | -------------------------------------------- | --------- |
| 1      | Daytona           | Bob Garretson Racing                         | Résultats |
| 1      | Daytona           | Bob Garretson Bobby Rahal Brian Redman       | Résultats |
| 2      | Sebring           | Bayside Disposal Racing                      | Résultats |
| 2      | Sebring           | Hurley Haywood Al Holbert Bruce Leven        | Résultats |
| 3      | Mugello           | Osella                                       | Résultats |
| 3      | Mugello           | Giorgio Francia Lella Lombardi               | Résultats |
| 4      | Monza             | Wera-Lit Racing Team                         | Résultats |
| 4      | Monza             | Edgar Dören Jürgen Lässig Gerhard Holup      | Résultats |
| 5      | Riverside         | John Fitzpatrick Racing                      | Résultats |
| 5      | Riverside         | John Fitzpatrick Jim Busby                   | Résultats |
| 6      | Silverstone       | Vegla Racing Team                            | Résultats |
| 6      | Silverstone       | Harald Grohs Walter Röhrl Dieter Schornstein | Résultats |
| 7      | Nürburgring       | GS Tuning                                    | Résultats |
| 7      | Nürburgring       | Hans-Joachim Stuck Nelson Piquet             | Résultats |
| 8      | Le Mans           | Porsche System Engineering                   | Résultats |
| 8      | Le Mans           | Jacky Ickx Derek Bell                        | Résultats |
| 9      | Enna-Pergusa      | Grid Team Lola                               | Résultats |
| 9      | Enna-Pergusa      | Emilio de Villota Guy Edwards                | Résultats |
| 10     | Daytona           | Roger Mandeville                             | Résultats |
| 10     | Daytona           | Roger Mandeville Amos Johnson                | Résultats |
| 11     | Watkins Glen      | Martini Racing                               | Résultats |
| 11     | Watkins Glen      | Riccardo Patrese Michele Alboreto            | Résultats |
| 12     | Spa-Francorchamps | Tom Walkinshaw Racing                        | Résultats |
| 12     | Spa-Francorchamps | Tom Walkinshaw Pierre Dieudonné              | Résultats |
| 13     | Mosport           | Andial Meister Racing                        | Résultats |
| 13     | Mosport           | Harald Grohs Dieter Schornstein              | Résultats |
| 14     | Road America      | Andial Meister Racing                        | Résultats |
| 14     | Road America      | Harald Grohs Dieter Schornstein              | Résultats |
| 15     | Brands Hatch      | GRID Team Lola                               | Résultats |
| 15     | Brands Hatch      | Guy Edwards Emilio de Villota                | Résultats |

### Championnat du monde des constructeurs
Il n' y a qu'un seul classement, toutes catégories confondues.
| Pos | Châssis     | 1  | 2 | 3 | 4  | 5 | 6  | 7     | 8  | 9 | 10 | 11 | 12 | 13 | 14 | 15 | Total |
| --- | ----------- | -- | - | - | -- | - | -- | ----- | -- | - | -- | -- | -- | -- | -- | -- | ----- |
| 1=  | Lancia - II |    |   |   | 20 |   | 20 | (10)  | 20 |   |    | 20 |    |    |    |    | 100   |
| 1=  | Lancia - I  |    |   |   |    |   |    | 6     |    |   |    |    |    |    |    |    | 6     |
| 2   | Porsche     | 20 |   |   | 20 |   | 20 | (7,5) | 20 |   |    | 20 |    |    |    |    | 100   |
| 3=  | BMW - I     | 8  |   |   | 15 |   | 15 | 10    | 4  |   |    |    |    |    |    |    | 52    |
| 3=  | BMW - II    |    |   |   |    |   | 15 | 7,5   |    |   |    |    |    |    |    |    | 22,5  |
| 4   | Ferrari     |    |   |   | 3  |   |    |       | 15 |   |    |    |    |    |    |    | 18    |
| 5   | Mazda       | 6  |   |   |    |   | 8  | 0,5   |    |   |    |    |    |    |    |    | 14,5  |
| 6   | Datsun      | 10 |   |   |    |   |    |       |    |   |    |    |    |    |    |    | 10    |
| 7   | Ford        |    |   |   |    |   |    | 5     |    |   |    |    |    |    |    |    | 5     |
| 8   | Toyota      |    |   |   |    |   |    | 3     |    |   |    |    |    |    |    |    | 3     |
| 9   | Opel        |    |   |   |    |   |    | 2     |    |   |    |    |    |    |    |    | 2     |
| 10  | Alfa Romeo  |    |   |   |    |   |    | 1     |    |   |    |    |    |    |    |    | 1     |

### Championnat du monde des pilotes
Il n' y a qu'un seul classement, toutes catégories confondues.
| Pos | Pilote          | Constructeur | Écurie                                                            | 1  | 2   | 3  | 4  | 5  | 6  | 7   | 8  | 9  | 10 | 11 | 12 | 13 | 14 | 15 | Total |
| --- | --------------- | ------------ | ----------------------------------------------------------------- | -- | --- | -- | -- | -- | -- | --- | -- | -- | -- | -- | -- | -- | -- | -- | ----- |
| 1   | Bob Garretson   | Porsche      | Bob Garretson                                                     | 21 | (5) |    |    | 18 |    |     | 16 |    |    | 19 |    | 15 | 18 | 20 | 127   |
| 2   | Harald Grohs    | Porsche      | Howard Meister                                                    |    | 18  |    |    |    | 21 | 7,5 | 12 |    |    | 16 |    | 15 | 18 | 20 | 116,5 |
| 3   | Bobby Rahal     | Porsche      | Bob Garretson                                                     | 21 | (5) |    |    | 19 | 16 |     |    |    |    | 16 |    |    | 17 | 20 | 109   |
| 4   | Edgar Dören     | Porsche      | Wera-Lit Racing Team                                              |    |     | 10 | 21 |    | 17 | 8,5 |    | 19 |    |    |    | 18 |    | 14 | 107,5 |
| 5=  | Giorgio Francia | Osella       | Osella                                                            |    |     | 22 | 21 |    | 19 |     |    | 21 |    |    |    |    |    | 18 | 101   |
| 5=  | Lella Lombardi  | Osella       | Osella                                                            |    |     | 22 | 21 |    | 19 |     |    | 21 |    |    |    |    |    | 18 | 101   |
| 7   | Derek Bell      | Porsche BMW  | Bob Akin Motor Racing Porsche System Engineering EMKA Productions | 20 |     |    |    |    | 20 |     | 20 |    |    |    | 18 |    |    | 19 | 96    |
| 8   | Bob Akin        | Porsche      | Bob Akin Motor Racing                                             | 20 |     |    |    |    | 16 |     |    |    | 5  | 14 | 19 | 10 |    |    | 84    |
| 9   | Jim Busby       | Porsche      | John Fitzpatrick Racing                                           |    |     |    |    | 21 |    |     |    |    |    | 18 |    | 16 | 16 |    | 81    |
| 10  | Brian Redman    | Porsche Lola | Bob Garretson Kent-Cooke/Wood Racing                              | 21 | (5) |    |    | 19 |    |     |    |    |    |    |    | 20 | 20 |    | 80    |